# Mari Jászai
Dans le nom hongrois Jászai Mari, le nom de famille précède le prénom, mais cet article utilise l’ordre habituel en français Mari Jászai, où le prénom précède le nom.

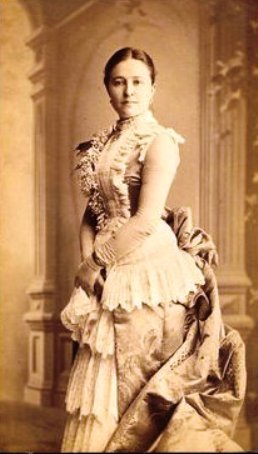
Mari Jászai en 1882. Portrait de Ferenc Kozmata

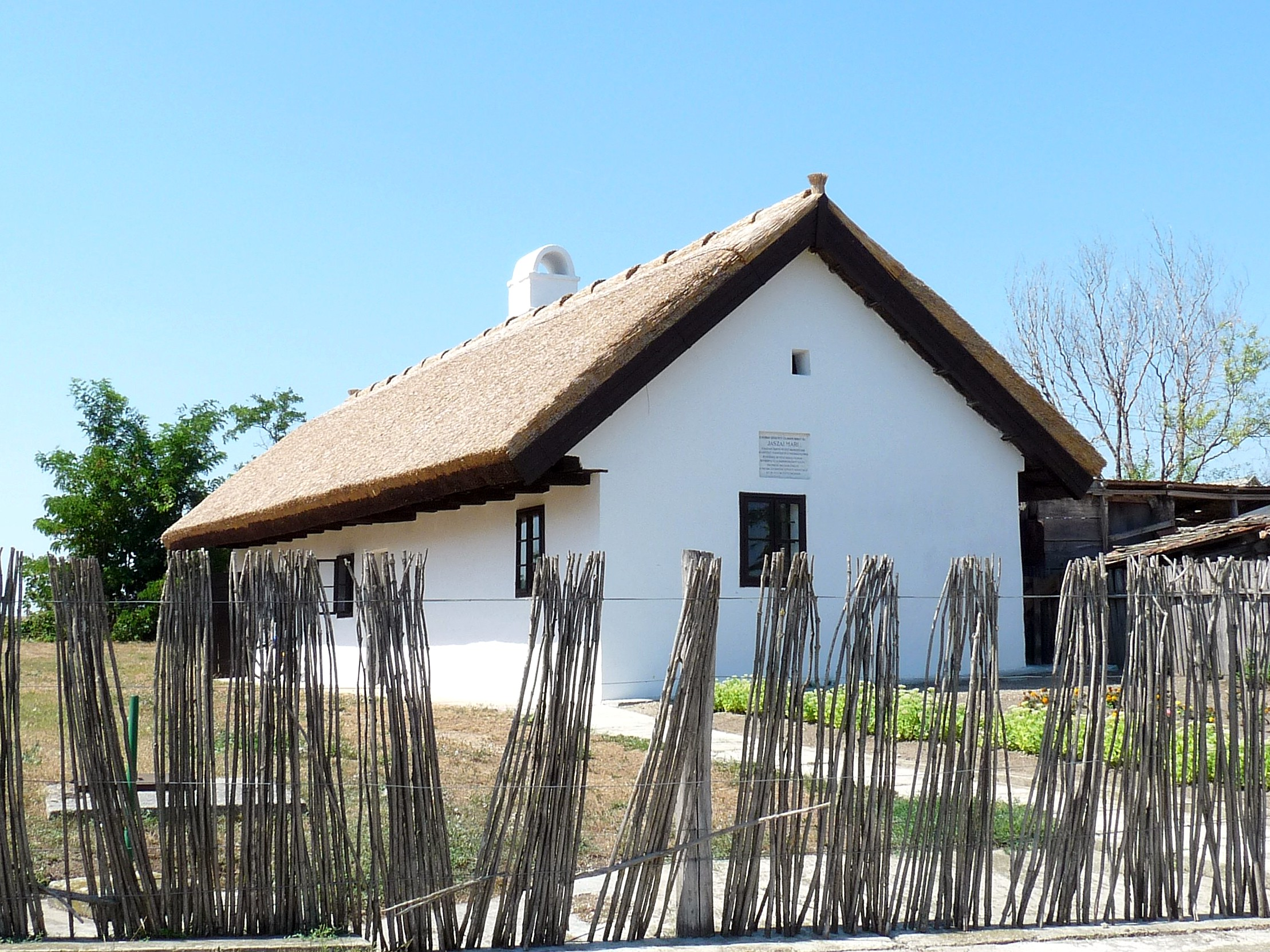
Maison natale de Mari Jászai

Mari Jászai, née Mária Krippel le 24 février 1850 à Ászár et morte le 5 octobre 1926 à Budapest, est une actrice hongroise.

## Biographie
Fille d'un charpentier, Mari Jászai travaille dès l'âge de dix ans en tant que servante, aussi bien à Vienne qu'à Budapest. En 1866, elle aide les soldats lors de la bataille de Sadowa et travaille pour une société touristique Gusztáv Hubay de Székesfehérvár, y faisant des extras. L'année suivante, elle joue à Buda et en 1868, on peut la voir au théâtre de Cluj-Napoca.
Elle rencontre Vidor Kassai à Buda, l'épouse et reste mariée avec lui deux ans avant de divorcer et de ne pas contracter d'autre union.
En 1872, Mari Jászai devient membre du Théâtre national où elle se produit jusqu'à la fin de sa vie, excepté en 1900, où elle joue au théâtre de la Gaieté. Devenue membre permanent du Théâtre national dès 1901, Mari Jászai devient l'une des actrices les plus influentes du monde théâtral hongrois, en jouant plus de 300 rôles et en traduisant quelques pièces, dont John Gabriel Borkman d'Ibsen.

## Hommages
Mari Jászai a donné son nom :
- au théâtre de Tatabánya[1],
- à une place de Budapest,
- à une récompense pour les acteurs, le prix Mari Jászai.

## Galerie

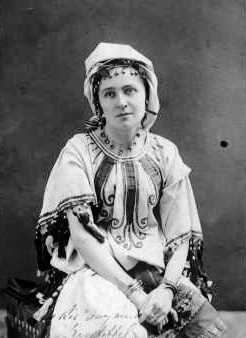
Portrait de Koller Károly (hu)
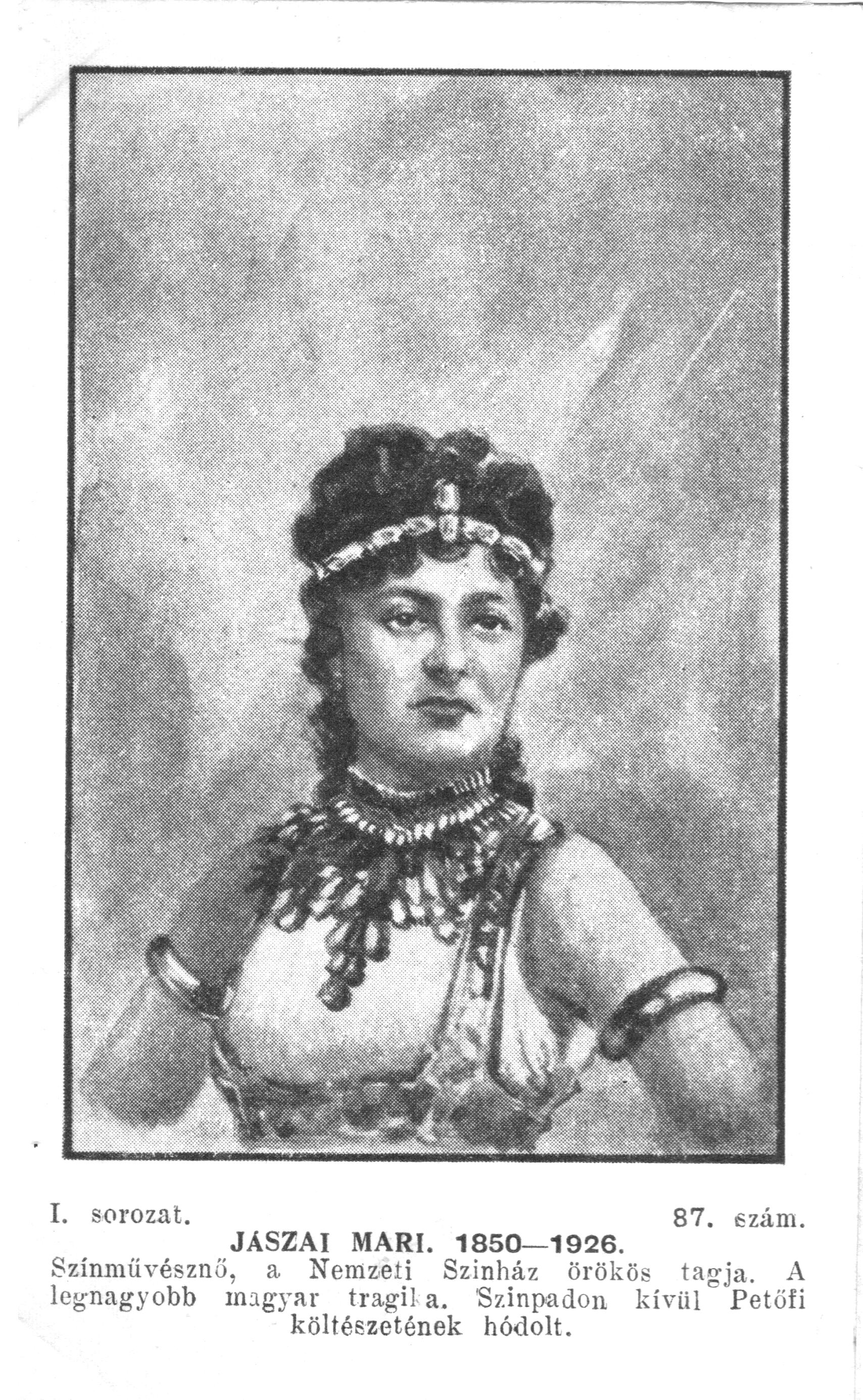
Date et auteur inconnus
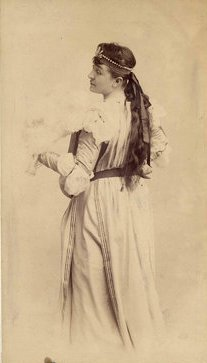
En 1877
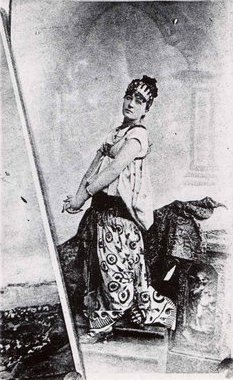
En 1877
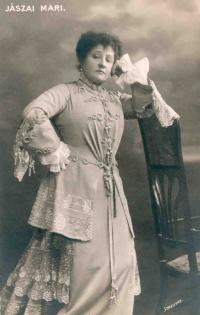
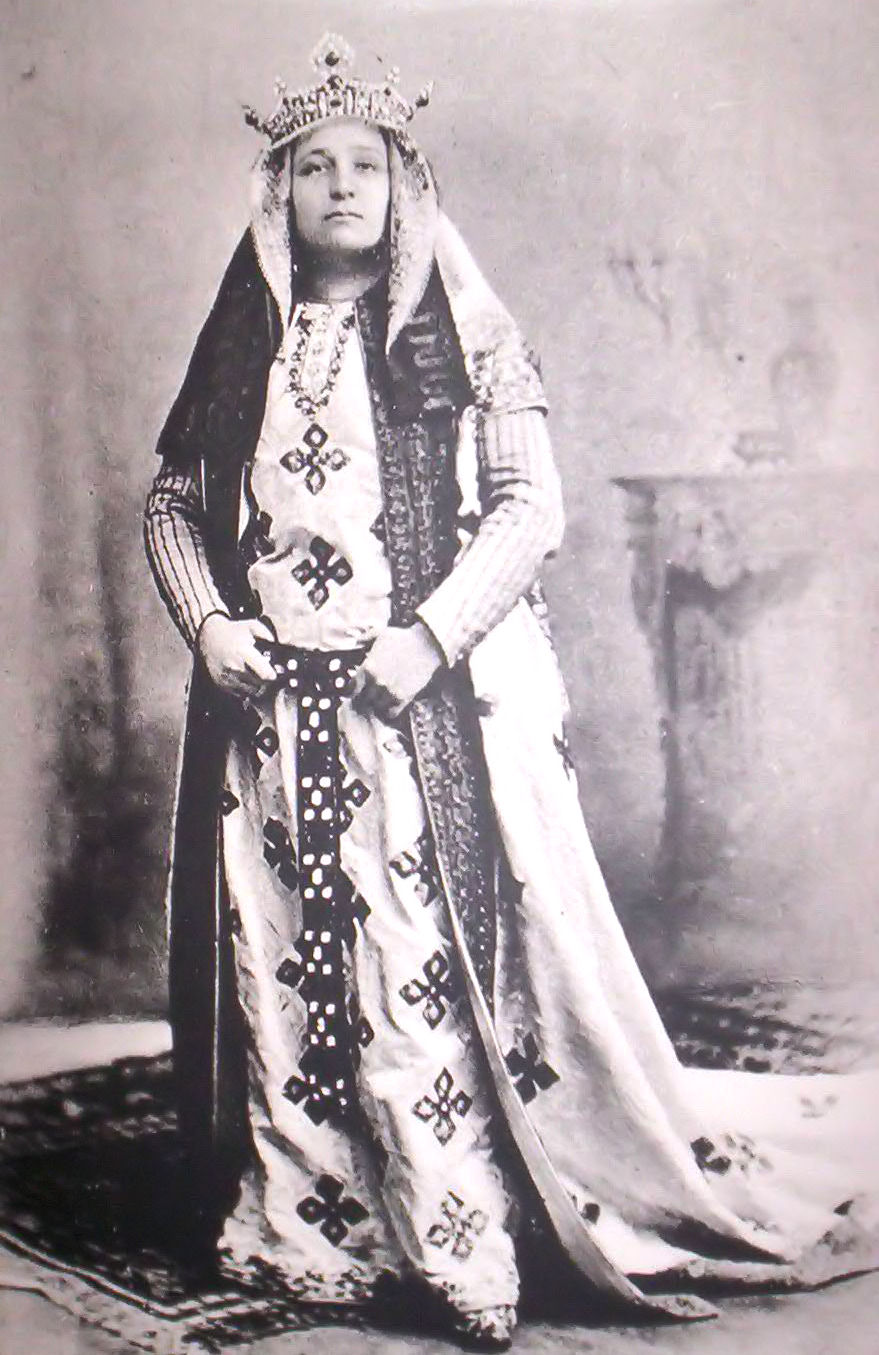
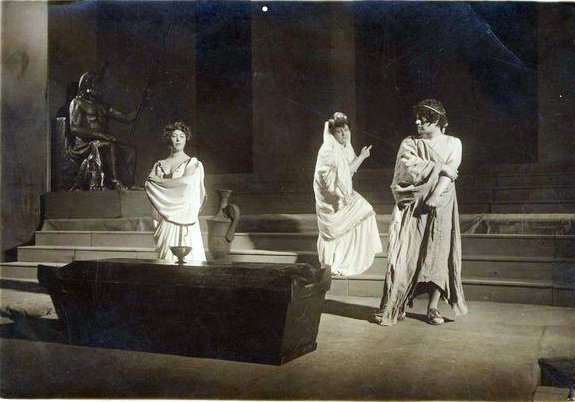
En 1913 dans le rôle de Clytemnestre au Théâtre national
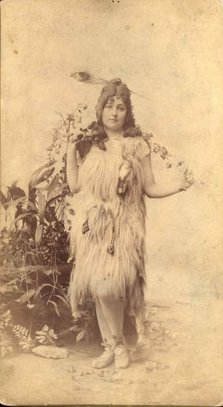
En 1883. Photo de Sándor Strelisky
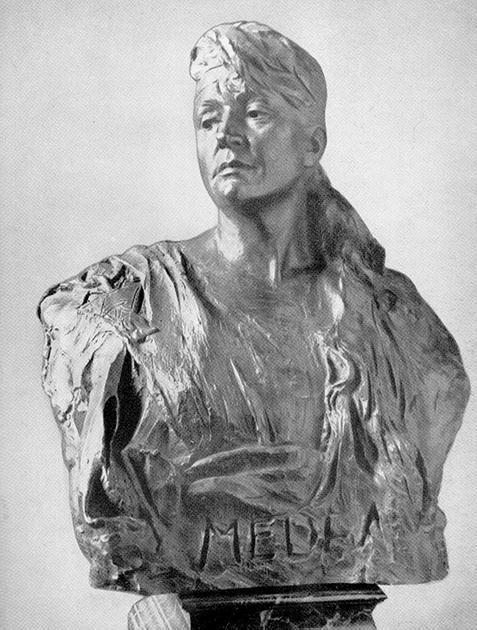
Sculpture de 1886 d'Alajos Stróbl : Mari Jászai en Médée. Cette sculpture fut montrée à l'Exposition universelle de Paris en 1900.
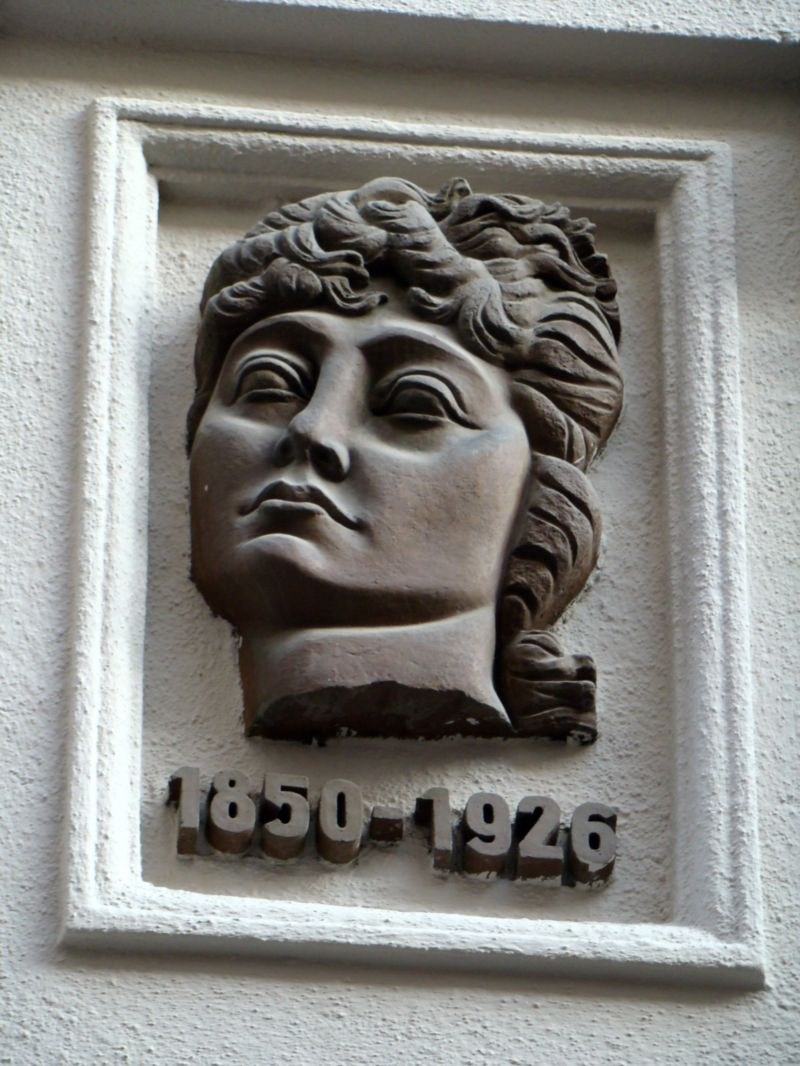
Plaque commémorative. Auteurs : Borbereki-Kovács Zoltán (hu) et Neszták Béla

## Filmographie sélective
- 1914 : Bánk bán de Mihály Kertész
- 1914 : L'Indésirable (hu) de Mihály Kertész

## Sources
- (hu) István, Lehel. Jászai Mari emlékiratai. Budapest: Babits Kiadó, 2003.  (ISBN 963-9272-92-2)
- (hu) Mónika, Balatoni. Tükör-játék. Budapest: Kairosz Kiadó, 2002.  (ISBN 978-963-9406-63-6)